# Grotte de Coublanc
Grotte de Coublanc este o arie protejată (sit de importanță comunitară — SCI) din Franța întinsă pe o suprafață de 0,28 ha, integral pe uscat.

## Localizare
Centrul sitului Grotte de Coublanc este situat la coordonatele 47°41′43″N 5°28′02″E / 47.69528°N 5.46722°E.

## Înființare
Situl Grotte de Coublanc a fost declarat arie specială de conservare în baza directivei 92/43 din 1992 referitoare la conservarea habitatelor naturale și a faunei și florei sălbatice pentru a proteja 4 specii de animale.

## Biodiversitate
Situată în ecoregiunea continentală, aria protejată conține 1 habitat natural: Peșteri inaccesibile publicului.
La baza desemnării sitului se află mai multe specii protejate de  mamifere (4): liliac cu aripi lungi (Miniopterus schreibersii), liliac comun (Myotis myotis), liliacul mare cu potcoavă (Rhinolophus ferrumequinum), liliacul mic cu potcoavă (Rhinolophus hipposideros).